# UMC

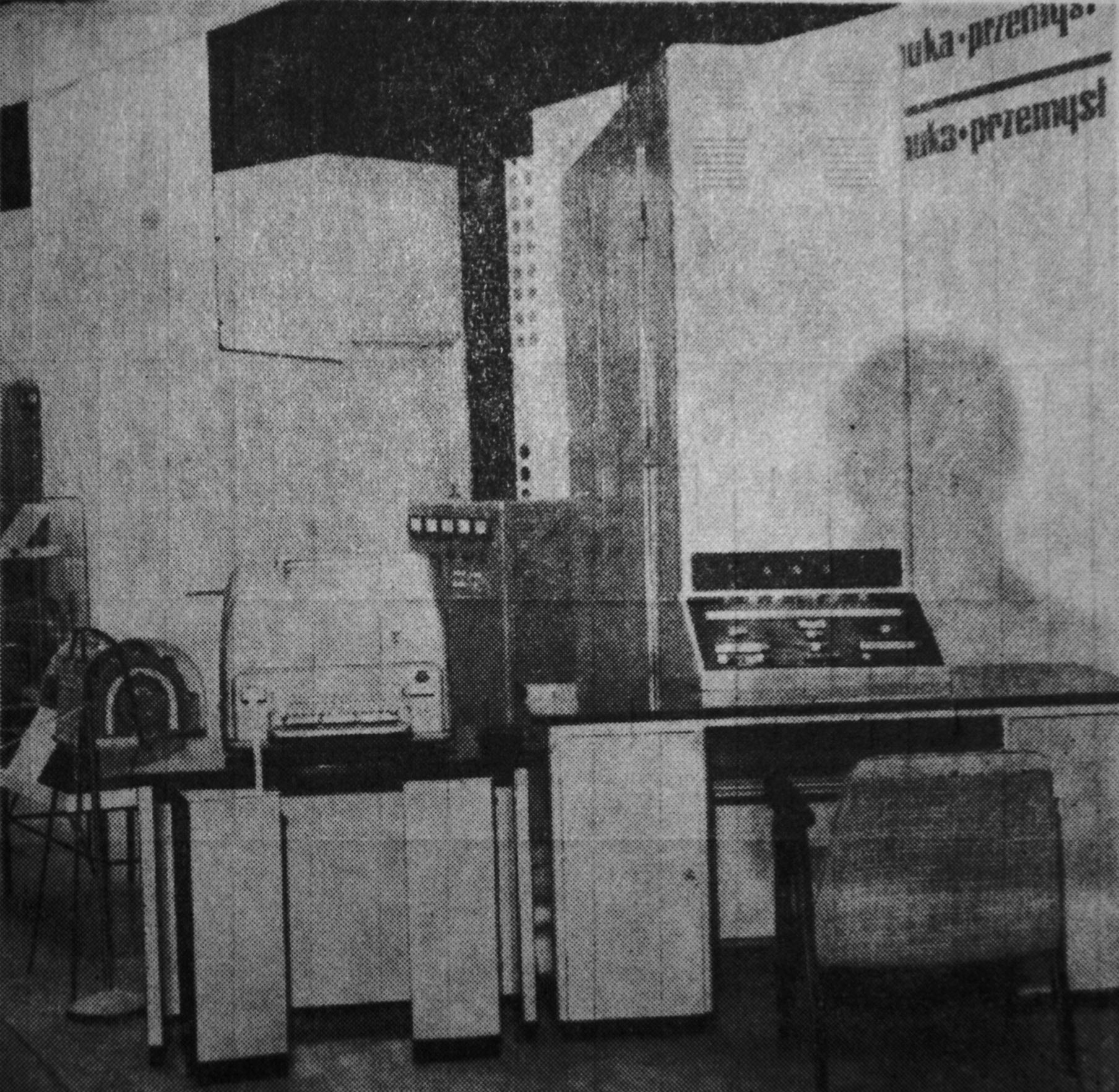
UMC-1

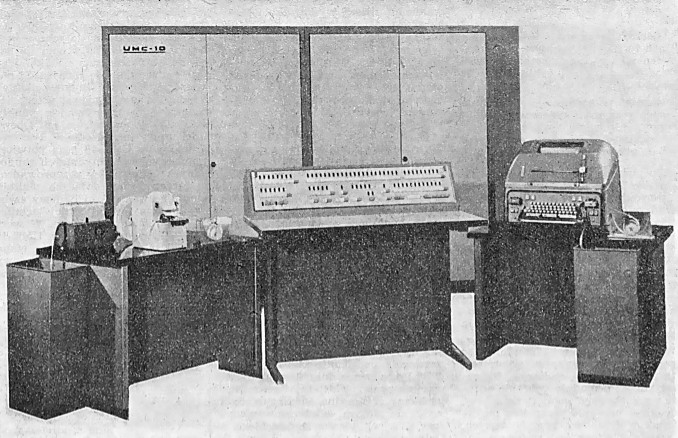
UMC-10

UMC (Uniwersalna Maszyna Cyfrowa) – wczesne komputery (maszyny cyfrowe) wytwarzane w Polsce oraz rodzina pierwszych komputerów produkowanych seryjnie przez Elwro od 1962 roku.

## Nazwa
Określenie UMC (Uniwersalna Maszyna Cyfrowa) było skrótem od uniwersalnej, polskiej nazwy wczesnych jednostek obliczeniowych stosowanych w informatyce w latach 1950–1960. W odróżnieniu do MSKD (Maszyn Systemu Kart Dziurkowanych) stosowano ją do określenia maszyn cyfrowych dokonujących obliczeń numerycznych za pomocą lampowych bądź magnetycznych układów elektronowych. W fachowej terminologii stosowano je zarówno wobec maszyn cyfrowych wyprodukowanych w kraju jak również tych powstałych za granicą.

## Rodzaje maszyn
W Polsce powstało kilka maszyn tego typu. Były to:
- XYZ – wyprodukowanym w Zakładzie Aparatów Matematycznych PAN[2],
- Z-KTR – stworzonym na Politechnice Warszawskiej[2],
- EMAL 2 – stworzony w Instytucie Badań Jądrowych PAN[2],
- UMC-1 – lampowy ELWRO,
- UMC-10 – tranzystorowa wersja komputera UMC-1. ELWRO.

Skonstruowane na przełomie lat 50. i 60. XX wieku na Politechnice Warszawskiej w Katedrze Budowy Maszyn Matematycznych, kierowanej przez prof. Antoniego Kilińskiego. Wykorzystywały nietypową arytmetykę negabinarną opracowaną przez matematyka, prof. Zdzisława Pawlaka. Programowanie tych maszyn (początkowo wyłącznie w języku maszynowym) uważane było za zadanie nadzwyczaj trudne.
Stosowane języki programowania:
- W-18, W-20[3]
- ALGUM[4]
- ALGOL 60 tylko UMC-10[5].